# Gaultheria nubigena
Gaultheria nubigena là một loài thực vật có hoa trong họ Thạch nam. Loài này được (Phil.) B.L.Burtt & Sleum. mô tả khoa học đầu tiên năm 1936.